# 바부니야구

바부니야 구

바부니야구(싱할라어: වවුනියා දිස්ත්‍රික්කය, 타밀어: வவுனியா மாவட்டம்)는 스리랑카를 구성하는 25개 구 가운데 하나로 행정 중심지는 바부니야이며 면적은 1,967km2, 인구는 171,511명(2012년 기준)이다. 행정 구역상으로는 북부 주에 속한다.